# Woiwodschaft Kielce (1919–1939)
Die Woiwodschaft Kielce (polnisch województwo kieleckie) war in den Jahren 1919 bis 1939 eine Woiwodschaft der Zweiten Polnischen Republik. Der Sitz der Verwaltung befand sich in Kielce.

## Lage und Größe
1921 umfasste die Woiwodschaft eine Fläche von 25.589 km². Die 39 Städte und 310 Landgemeinden waren in 17 Powiats gegliedert.
Die Woiwodschaft mit den Städten Radom, Częstochowa und Sosnowiec erstreckte sich über einen großen Teil von Zentralpolen. Durch die veränderte Zuordnung verschiedener Landkreise änderten sich zum 1. April 1938 die Grenzen der Woiwodschaft.
Zu Beginn des Jahres 1939 umfasste die Woiwodschaft eine Fläche von 22.204 km² und lag im Zentrum von Polen. Sie grenzte im Westen an das Deutsche Reich, allerdings nur mit einem schmalen Streifen, und an die Autonome Woiwodschaft Schlesien, im Norden an die Woiwodschaften Łódź und Warschau, im Osten an die Woiwodschaften Lublin und Lwów und im Süden an die Woiwodschaft Krakau.
Im nördlichen Teil war die Landschaft flach, in der Mitte mit dem Kielcer Bergland und im Süden hügelig. Nach den statistischen Angaben vom 1. Januar 1937 waren 21,2 % der Landfläche von Wald bewachsen, nur geringfügig weniger als die 22,2 % im staatlichen Durchschnitt.

## Bevölkerung
1921 lebten 2.535.781 Einwohner in der Woiwodschaft. Zeitgenössische Quellen unterteilen diese in 2.314.232 polnischer, 215.360 jüdischer, 3.655 deutscher und 2.497 anderer Volkszugehörigkeit. Neben 2.220.902 Römisch-Katholiken gab es 300.489 Einwohner jüdischer, 10.307 protestantischer und 3.844 anderer Religion (meistens orthodox). Nach den statistischen Angaben des Jahres 1931 waren es etwa 2.671.000 Einwohner, von denen 88,9 % polnischer Herkunft und 10,7 % Juden waren. Die Juden lebten meist in größeren Städten und Gemeinden und bildeten dort einen Anteil von 28,7 % an der städtischen Gesamtbevölkerung der Woiwodschaft. Es gab um 7.900 Deutsche, davon lebten über 95 % auf dem Lande, meistens in den Powiaten Kozienicki, Częstochowski und Kielecki. 1931 konnten 25,7 % der Einwohner nicht lesen und schreiben, etwas mehr als die 23,1 % des nationalen Durchschnitts.

## Wirtschaft
Die Woiwodschaft war industriell unterschiedlich stark entwickelt. Die westlich gelegenen Städte wie Częstochowa, Sosnowiec oder Będzin (siehe Zagłębie Dąbrowskie, Polnisches Kohlebecken – 1927 wurde dort der Landkreis Zawiercie ausgegliedert) boten zahlreiche Arbeitsplätze, waren Schwerpunkte des Kohlebergbaus, stark industrialisiert und gut entwickelt. Radom im Norden galt ebenfalls als Industriezentrum. Die östlichen Gebiete dagegen waren rückständig, nur gering industrialisiert und auch die Landwirtschaft galt als kaum entwickelt.
In der Mitte der 1930er Jahre legte die Regierung ein staatliches Wirtschaftsförderungsprogramm unter dem Titel Centralny Okręg Przemysłowy („Zentrale Industrieregion“) auf, das besonders den überbevölkerten und verarmten Landkreisen in der Mitte und im Osten der Woiwodschaft zugutekam.

## Städte und Verwaltungsgliederungen
Vom 1. April 1938 bis zum 1. September 1939 gehörten die folgenden 18 Powiats zum Gebiet der Woiwodschaft:
1. Landkreis Będzin (Fläche 459 km², Einwohner: 231 300),
2. Landkreis Częstochowa (Fläche 1 855 km², Einwohner: 182 600),
3. Stadtkreis Częstochowa (powiat częstochowski grodzki), (Fläche 48 km², Einwohner: 117 200),
4. Landkreis Iłża (Fläche 1 835 km², Einwohner: 162 400),
5. Landkreis Jędrzejów (Fläche 1 277 km², Einwohner: 108 800),
6. Landkreis Kielce (Fläche 2 052 km², Einwohner: 244 100),
7. Landkreis Kozienice (Fläche 1 857 km², Einwohner: 143 100),
8. Landkreis Miechów (Fläche 1 353 km², Einwohner: 153 700),
9. Landkreis Olkusz (Fläche 1 361 km², Einwohner: 151 300),
10. Landkreis Opatów (Fläche 1 639 km², Einwohner: 186 500),
11. Landkreis Pińczów (Fläche 1 148 km², Einwohner: 126 000),
12. Landkreis Radom (Fläche 2 095 km², Einwohner: 166 900),
13. Stadtkreis Radom (powiat radomski grodzki) (Fläche 25 km², Einwohner: 77 900),
14. Landkreis Sandomierz (Fläche 1 186 km², Einwohner 124 400),
15. Stadtkreis Sosnowiec (powiat sosnowiecki grodzki) (Fläche 33 km², Einwohner: 109 000),
16. Landkreis Stopnica (Fläche 1 590 km², Einwohner: 153 200),
17. Landkreis Włoszczowa (Fläche 1 446 km², Einwohner: 101 600),
18. Landkreis Zawiercie (Fläche 945 km², Einwohner: 131 000).

Nach den Statistischen Angaben des Jahres 1931 waren die folgenden die größten Städte der Woiwodschaft Kielce:
- Częstochowa (Einwohner: 117 200),
- Sosnowiec (Einwohner: 109 000),
- Radom (Einwohner: 77 900),
- Kielce (Einwohner: 58 200),
- Będzin (Einwohner: 47 600),
- Dąbrowa Górnicza (Einwohner: 36 900),
- Zawiercie (Einwohner: 32 900),
- Ostrowiec Świętokrzyski (Einwohner: 25 900).

## Wojwoden
Folgende Personen regierten die Woiwodschaft von 1919 bis 1939:
- Stanisław Franciszek Pękosławski: 19. November 1919 – 31. Mai 1923
- Adam Kroebl: 1. Juli 1923 – 31. August 1923 (stellvertretend)
- Mieczysław Bilski: 1. September 1923 – 6. Mai 1924
- Ignacy Manteuffel: 24. Mai 1924 – 17. August 1927
- Adam Kroebl: 20. August 1927 – 20. Oktober 1927 (stellvertretend)
- Władysław Korsak: 21. Oktober 1927 – 28. Februar 1930
- Jerzy Paciorkowski: 18. Februar 1930 – 15. Mai 1934
- Stanisław Jarecki: 17. Mai 1934 – 9. Juli 1934 (stellvertretend)
- Władysław Dziadosz: 9. Juli 1934 – September 1939